# Пінон серамський
Пі́нон серамський (Ducula neglecta) — вид голубоподібних птахів родини голубових (Columbidae). Ендемік Індонезії. Раніше вважався підвидом папуанського пінона.

## Поширення і екологія
Серамські пінони мешкають на островах Боано, Серам, Амбон і Сапаруа. Вони живуть у вологих рівнинних тропічних лісах, мангрових лісах, на плантаціях і в садах. Зустрічаються на висоті до 1400 м над рівнем моря. Живляться плодами.